# Рьоюксоп
„Рьоюксоп“ (на норвежки: Röyksopp) е норвежко електронно дуо, базирано в Тромсьо и състоящо се от Турбьорн Брунтлан и Свейн Берге. Групата е сформирана през 1998 г. и до този момент има издадени 2 студийни албума: „Melody A.M.“ от 2001 и „The Understanding“ от 2005.

## История
В началото на 1990-те години Брунтлан и Берге са съученици в родния си град Тромсьо, а в свободното си време се занимават с различни експерименти с електронната музика. Въпреки това дуото не се сформира тогава, а години по-късно когато двамата се срещат отново, този път в Берген. Градът по това време дава чудесна почва за развитието на некомерсиалната електронна музика и позволява на двамата да работят с такива норвежки музиканти като Frost, King's of Convenience, Those Norwegians и Drum Island, всичките част от голямата Бергенска вълна.
Името на групата реално означава стилизирана форма на изписване на норвежката дума, обозначаваща гъбата пърхутка (Bovista nigrescens), която се отличава със свойството си да отделя прахообразно вещество при докосване.
Най-първите сингли на групата са издадени от местната звукозаписна компания Tellé, а дебютният им албум „Melody A.M.“ е издаден от английския лейбъл Wall of Sound. От него са издадени общо четири песни: „Eple“, „Poor Leno“, „Remind Me“, „Sparks“.
Популярността на групата нараства след появата на стилистично умело изпълнените видеоклипове към песните им, които толкова впечатляват, че през 2002 клипът към „Remind Me“, създаден от френската компания H5, печели наградата за най-добър музикален видеоклип на европейското издание на наградите на MTV. През 2002 Röyksopp са номинирани в още 3 категории на MTV: Най-добра скандинавска група, Най-добър дебют и Най-добра денс група, но не печели нито една от тях.
Песента „Eple“ е лицензирана от компютърния гигант Apple и е използвана като стартовата музика на операционната система Mac OS X Panther. Друга известна употреба на Eple е в промоционален клип на MTV, рекламиращ мотото на телевизионната мрежа „Life imitates music“ (Животът имитира музиката). Самата дума eple де факто означава нищо друго, а ябълка на норвежки. Песента „So Easy“ става популярна във Великобритания, когато е включена в рекламната кампания на T-Mobile. Както тези, така и други песни на Röyksopp са използвани в множество рекламни спотове и кампании.
На 12 юли 2005 излиза вторият студиен албум на норвежкото дуо „The Understanding“, който е предхождан от пилотния сингъл „Only This Moment“, издаден на 27 юни 2005. Видеото към „Only This Moment“ черпи вдъхновение от Майските вълнения в Париж от 1968 и елементи на пропаганда могат да се забележат в самия клип. Вторият сингъл от албума е „49 Percent“, издаден на 26 септември 2005. През това време Röyksopp добиват популярност в САЩ благодарение на компютърната игра FIFA 06, в която е включена тяхната песен „Follow My Ruin“. Третият сингъл от „The Understanding“ „What Else Is There?“ с гост участието на Карин Дрейер Андершон от шведското електронно дуо The Knife е най-успешната песен на групата, успявайки да влезе едновременно в Топ 40 класациите на Великобритания и Швеция.
През 2006 „Рьоюксоп“ издават концертният албум „Röyksopp's Night Out“, който съдържа нова по-танцувално ориентирана версия на песента „Sparks“, както и собствена интепретация на песента „Go with the Flow“ на Queens of the Stone Age.
През 2007 групата съставя собствена компилация от техни любими песни, включена в поредицата музикални албуми „Back to Mine“. Албумът излиза в САЩ на 5 март 2007, а във Великобритания на 27 април 2007. В албума е включена и една нова песен „Meatball“, издадена под псевдонима Emmanuel Splice и де факто представляваща ремикс на песента „Platinum Part IV: North Star / Platinum Finale“ на Майк Олдфийлд.
Брундтланд и Берге работят по третия си студиен албум, който трябва да излезе към края на 2008 година.

## Дискография

### Албуми
| Година | Заглавие          | Класации                                                                                     | Лейбъл        |
| ------ | ----------------- | -------------------------------------------------------------------------------------------- | ------------- |
| 2001   | Melody A.M.       | #9 Великобритания #1 Норвегия # 69 Холандия #84 Франция #50 Швеция                           | Wall of Sound |
| 2005   | The Understanding | #13 Великобритания #1 Норвегия #48 Холандия #45 Франция #39 Финландия #7 Швеция #41 Германия | Astralwerks   |
| 2009   | Junior            |                                                                                              | Wall of Sound |
| 2010   | Senior            | #4 Великобритания #1 Норвегия #41 Холандия #128 Франция #17 Швеция #52 Германия              | Wall of Sound |

### Сингли
| Година | Заглавие                          | Позиция в класация | Позиция в класация | Позиция в класация | Албум                 |
| Година | Заглавие                          | Великобритания     | Холандия           | Швеция             | Албум                 |
| ------ | --------------------------------- | ------------------ | ------------------ | ------------------ | --------------------- |
| 1999   | „So Easy“                         | -                  | -                  | -                  | Melody A.M.           |
| 2001   | „Eple“                            | -                  | -                  | -                  | Melody A.M.           |
| 2001   | „Poor Leno“                       | -                  | -                  | -                  | Melody A.M.           |
| 2001   | „Remind Me“                       | 21                 | -                  | -                  | Melody A.M.           |
| 2001   | „Poor Leno“ (преиздадена)         | 38                 | 55                 | 50                 | Melody A.M.           |
| 2002   | „Remind Me/So Easy“ (преиздадени) | -                  | -                  | -                  | Melody A.M.           |
| 2003   | „Eple“ (преиздадена)              | 16                 | 91                 | 54                 | Melody A.M.           |
| 2003   | „Sparks“                          | 41                 | -                  | -                  | Melody A.M.           |
| 2005   | „Only This Moment“                | 33                 | 86                 | -                  | The Understanding     |
| 2005   | „Curves“                          | -                  | -                  | -                  | Не е включена в албум |
| 2005   | „49 Percent“                      | 55                 | -                  | -                  | The Understanding     |
| 2005   | „What Else Is There?“             | 32                 | -                  | 30                 | The Understanding     |
| 2006   | „Beautiful Day Without You“       | -                  | -                  | -                  | The Understanding     |

### Други издания
- Röyksopp's Night Out (2006)
- Back to Mine (2007) #13 Великобритания #24 Норвегия